# Hans Piazza
Hans Günter Piazza (* 27. Dezember 1932 in Chemnitz; † 27. November 2017 in Leipzig) war ein deutscher Historiker. Er arbeitete vor allem auf dem Gebiet der deutschen und internationalen Arbeiterbewegung.

## Leben und Wirken
Hans Piazza besuchte von 1939 bis 1943 die Volksschule und von 1943 bis 1951 die Oberschule in Chemnitz. Von 1951 bis 1957 studierte er Geschichte an den Universitäten Leipzig und Leningrad und arbeitete anschließend als Lehrer an der SED-Kreisparteischule Magdeburg.
Von 1958 bis 1962 war er Wissenschaftlicher Assistent und von 1962 bis 1965 wissenschaftlicher Oberassistent an der Abteilung Geschichte der Neuzeit des Instituts für Allgemeine Geschichte der Karl-Marx-Universität Leipzig. 1963 wurde er mit der Arbeit Der Londoner Dockarbeiterstreik von 1889 zum Dr. phil. promoviert. Von 1965 bis 1969 war er Dozent für Allgemeine Geschichte der Neuzeit an der Karl-Marx-Universität. 1971 folgte die Promotion B zum Dr. sc. phil. mit der Arbeit Die Kommunistische Internationale und die nationale Befreiungsbewegung. 1970 wurde er zum Professor für Geschichte der internationalen Arbeiterbewegung an die Sektion Geschichte der Karl-Marx-Universität berufen. Von 1969 bis 1973 war er Direktor der Sektion Geschichte und von 1976 bis 1986 Prorektor für Gesellschaftswissenschaften der Karl-Marx-Universität Leipzig. 1992 wurde er emeritiert.

## Mitgliedschaften
Hans Piazza war von 1952 bis 1990 Mitglied der SED. Ab 1964 war er Mitglied der Universitätsparteileitung und von 1971 bis 1989 Mitglied der SED-Kreisleitung der Karl-Marx-Universität Leipzig.
Von 1977 bis 1990 war er Mitglied des Präsidiums der Historiker-Gesellschaft der DDR. Weiterhin gehörte er mehreren zentralen wissenschaftlichen staatlichen und akademischen Gremien an, unter anderem:
- 1967–1990: Wissenschaftlicher Beirat für Geschichtswissenschaft des Ministeriums für das Hoch- und Fachschulwesen der DDR
- 1969–1990: Rat für Geschichtswissenschaft der DDR
- 1971–1990: Zentraler Rat für Asien-, Afrika- und Lateinamerikawissenschaften der DDR
- 1972–1990: Kommission der Historiker der DDR und UdSSR
- 1973–1990: Nationalkomitee der Historiker der DDR bei der Akademie der Wissenschaften der DDR zu Berlin
- 1974–1990: Problemrat Allgemeine Geschichte der Akademie der Wissenschaften der DDR zu Berlin
- 1979–1990: Nationalkomitee für Asien-, Afrika- und Lateinamerikawissenschaften der DDR

Er gehörte dem wissenschaftlichen Beirat der Gesellschafts- und Sprachwissenschaftlichen Reihe der Wissenschaftlichen Zeitschrift der Karl-Marx-Universität Leipzig an.

## Auszeichnungen
- 1971: Verdienstmedaille der DDR
- 1980: Vaterländischer Verdienstorden in Silber
- 1988: Humboldt-Medaille in Gold
- 1989: Pestalozzi-Medaille in Gold

## Schriften
- Iwan Michailowitsch Maiski: Neuere Geschichte Spaniens 1808–1917. Aus dem Russischen von Hans Piazza. Hrsg. Manfred Kossok. Rütten & Loening, Berlin 1961.
- Zur allgemeinen Geschichte der neuesten Zeit. 1918–1939. Volk und Wissen, Berlin 1962.
- Der Londoner Dockarbeiterstreik von 1889. Dissertation. Universität Leipzig, 1963.
- Georgij I. Levinson: Die Philippinen, gestern und heute. Deutsch von Willy Steltner. Deutsche Ausgabe besorgt von Hans Piazza. Akademie, Berlin 1966.
- Die Kommunistische Internationale und die nationale Befreiungsbewegung. Dissertation B. In: Studien zur Geschichte der Kommunistischen Internationale. Sammelband. Berlin 1974, S. 181–230 und S. 415–426.
- (Hrsg.): Partei, Tradition, Wissenschaft. Deutscher Verlag der Wissenschaften, Berlin 1976.
- (Hrsg.): Berühmte Leipziger Studenten. Urania, Leipzig 1984.
- (Red.): Die Liga gegen Imperialismus und für Nationale Unabhängigkeit. Rektor der Karl-Marx-Universität, Leipzig 1987.
- Manfred Kossok (Hrsg.): Allgemeine Geschichte der neuesten Zeit. Von einem Autorenkollektiv unter der Leitung von Hans Piazza und Hella Kaeselitz. Deutscher Verlag der Wissenschaften, Berlin 1988, ISBN 3-326-00288-2.